# آبجوسازی اوتینگر
آبجوسازی اوتینگر (انگلیسی: Oettinger Brewery) یک کارخانه آبجوسازی مشهور در آلمان است که در سال ۱۷۳۱ میلادی تأسیس شد. مابین سال‌های ۲۰۰۴ تا ۲۰۱۳، اوتینگر پرفروش‌ترین آبجوی آلمان با خروجی ۶٫۲۱ میلیون هکتالیتر (۵٬۲۹۰٬۰۰۰ بشکه شراب آمریکایی) در سال ۲۰۱۱ بود.
کارخانهٔ مرکزی این شرکت در شهر اتینگن است، اما چند آبجوسازی دیگر در گوتا، مونشن‌گلادباخ و براونشوایگ دارد.
شرکت اوتینگر برای پائین نگه داشتن قیمت‌های خود، چند راهکار دارد:
- این شرکت، تبلیغات ندارد.[۳]
- با شرکت‌های توزیع واسط همکاری ندارد. کامیون‌های شرکت اوتینگر مستقیماً محصولات را در فروشگاه‌ها توزیع می‌کنند.
- فرایند آبجوسازی اتوماتیک است و تعداد کارکنان کارخانه آبجوسازی اندک است.

در کشور ایتالیا، نوعی از این آبجو به نام «اوتینگر سوپر فورته» ارائه می‌شود که میزان الکلش ۸٫۹٪ است.

## در ایران
در سال ۱۳۴۷ آبجو فروشی شرکت آلمان به ایران آمد توسط محمدرضا شاه پهلوی اما در سال ۱۳۶۳ شرکت آبجو فروشی جمع شد به دستور خلخالی وی مجدداً شرکت جوجو در ایران راه اندازی شد در تاریخ ۲۱ تیرماه ۱۳۸۲ با تحت لیسانس شرکت آلمان اما شرکت ایران درصد الکل ۸٫۹٪ رو به ۳٪ کاهش داد برای دفع سنگ کلیه و عفونت های گوارشی

## قانون
در آلمان اجازه جوجو بدون کد QR سلامت بهداشت آلمان کالایی قاچاق است و فروشنده در صورتی که محصول را بدون کد سلامت بهداشت بفروش برساند 4 سال زندانی با 100,000 هزار یورو جریمه نقدی و پلمپ فروشگاه به مدت 1 سال.